# علی محقق‌نسب
علی محقق‌نسب (زادهٔ ۱۵ مهٔ ۱۹۵۸) یک روحانی شیعه و سردبیر پیشین مجلهٔ حقوق زنان در افغانستان است.

## دستگیری و بازداشت
در تاریخ ۱ اکتبر ۲۰۰۵، او به اتهام توهین به مقدسات دستگیر شد. گفته می‌شود که در مجله‌اش علیه برخی باورهای اسلامی صحبت کرده بود. او به دلیل مقالاتی که نوشته بود، به زیر سوال بردن مجازات‌ها برای زنا، دزدی و تغییر دین متهم شد و نیز گفته بود که شهادت زن باید برابر با شهادت مرد باشد، نه نصف آن. کمیسیون رسانه‌ها در تاریخ ۱۸اکتبر ۲۰۰۵ جلسه‌ای برگزار کرد تا پرونده او را بررسی کند و به این نتیجه رسید که او به اسلام توهین نکرده است و بنابراین هیچ دلیلی برای اتهام توهین به مقدسات وجود ندارد. با این حال، در تاریخ ۲۲ اکتبر، دادگاهی در کابل او را به دو سال زندان محکوم کرد. پس از فشار زیاد از سوی یک هیئت خارجی در کابل، حکم او به شش ماه کاهش یافت و نیمی از آن تعلیق شد. از آنجا که او سه ماه در بازداشت بود، پس از آن آزاد شد.